# Xyris tortula
Xyris tortula är en gräsväxtart som beskrevs av Carl Friedrich Philipp von Martius. Xyris tortula ingår i släktet Xyris och familjen Xyridaceae. Inga underarter finns listade i Catalogue of Life.